# Naylor Road
Naylor Road è una stazione della metropolitana di Washington, situata sulla linea verde. Si trova a Hillcrest Heights, in Maryland (ma con un indirizzo di Temple Hills).
È stata inaugurata il 13 gennaio 2001, contestualmente all'apertura del tratto Anacostia-Branch Avenue.
La stazione ha un parcheggio da 268 posti, ed è servita da autobus dei sistemi Metrobus (anch'esso gestito dalla WMATA) e TheBus.